# Demokratska Republika Kongo
Demokratska Republika Kongo (prijašnja imena Zair i Kongo-Kinshasa) je država u središnjoj Africi. Po površini je druga na kontinentu, iza Alžira. Kratkom obalom (37 km) izlazi na Atlantski ocean kod ušća rijeke Kongo, a graniči s 9 država:
- Republikom Kongo na sjeverozapadu,
- Srednjoafričkom Republikom na sjeveru,
- Južnim Sudanom na sjeveroistoku,
- Ugandom, Ruandom, Burundijem i Tanzanijom na istoku,
- Zambijom na jugoistoku,
- Angolom na jugozapadu, i njenom eksklavom Cabindom na zapadu.

## Zemljopis
Niska (300–700 m) i prostrana zavala rijeke Kongo pokrivena gustom kišnom šumom zauzima središnji i zapadni dio zemlje. Sa sjevera i juga obrubljuju je ravnjaci s nadmorskom visinom iznad 1000 m, a s istoka planinski lanci koji su dio sustava Velikog tektonskog jarka. U njima se nalazi i najviši vrh Pic Marguerite (5.110 m) na planini Ngaliema (Stanley). Velik dio istočne granice čine jezera Albert, Edward, Kivu i Tanganjika koja ispunjavaju dno tektonskog jarka. 
Najveći gradovi su: glavni grad Kinshasa (ranije Léopoldville, oko 7,5 mil. st.) na zapadu, Lubumbashi (Elisabethville, oko 1,5 mil.) na jugu i Kisangani (Stanleyville, oko 500.000) na istoku zemlje.

## Administrativna podjela
DR Kongo je podijeljen u 25 pokrajina.

## Povijest
U pretkolonijalnom razdoblju na području današnjeg Konga postojalo je nekoliko većih Bantu kraljevstava među kojima se isticala država Kongo u zapadnom dijelu zemlje. Upravo su s njom Europljani prvo uspostavili kontakt i tim imenom nazvali rijeku, a kasnije i cijelu zemlju. Veće države osnovali su i narodi Luba i Lunda na istoku. Od 16. do 18. stoljeća središnja je vlast u svim državama oslabila, a ojačali su pokrajinski vlastodršci.
Europljani su od 16. stoljeća bili prisutni na obalama Atlantskog oceana gdje se obavljala trgovina robljem i slonovačom, ali tek su u 19. stoljeću započeli ozbiljnije pohode u unutrašnjost. Veće europske kolonijalne sile nisu bile zainteresirane za dolinu Konga jer su je smatrale teško prohodnom i neprofitabilnom pa ju je tijekom 1880-ih uspio prisvojiti belgijski kralj Leopold II. uz pomoć američkog istraživača Henryja Mortona Stanleya, i to kao svoj privatni posjed u kojem je imao apsolutnu vlast – Slobodnu Državu Kongo.
Slobodnom Državom se pod Leopoldovom vlašću upravljalo kao profitnom korporacijom, a kolonizatori su morali posezati za nasiljem kako bi prisilili domaće stanovništvo na rad u plantažama kaučukovca. U prvim godinama 20. stoljeća sve su glasniji bili pozivi za oduzimanjem Konga Leopoldu te je kolonija 1908. postala posjed Belgije pod imenom Belgijski Kongo. Položaj domaćeg stanovništva se donekle popravio, ali odnos prema Afrikancima ostao je paternalistički, npr. kroz zabranu konzumacije alkohola i uvođenje policijskog sata u gradovima. 
Uoči stjecanja neovisnosti u Belgijskom Kongu živjelo je oko 13 000 000 domorodaca i 115 000 Europljana. Porast domorodačkog pučanstva u gradovima nakon Drugoga svjetskog rata bio je neobično snažan i brz. U Leopoldvilleu je prije rata bilo oko 46 000 crnaca, a 1953. godine 300 000. U Elizabethvilleu se u istom razdoblju broj Afrikanaca popeo s 27 000 na 120 000, a u Stanleyvilleu sa 17 000 na 46 000.
Sredinom 1940-ih, afričko se stanovništvo počelo politički organizirati, uglavnom po etničkim linijama. Na prvim izborima na kojima su sudjelovali i Afrikanci 1957. u prvi plan su izbile skupine koje su se zalagale za brzu neovisnost zemlje, koja je i ostvarena 1960. DR Kongo, jedna od najvećih, najnapučenijih i najbogatijih afričkih zemalja, imao je 1960. u trenutku stjecanja neovisnosti ukupno 12 ljudi s visokom stručnom spremom, uključujući tu i knjigovođe.

Unutar mjesec dana od osamostaljenja Kongo je potonuo u kaotični sukob etničko-teritorijalnih frakcija koji je s kraćim razdobljima smirivanja trajao do 1965. Zemlja je postala jedno od bojišta hladnog rata jer su Sovjetski Savez i zemlje Zapada podupirale sukobljene strane. Pojedine pokrajine pokušale su se odcijepiti, a najduže je trajala secesija rudama bogate Katange na jugoistoku. Najpoznatije žrtve ovog rata bili su prvi premijer Konga Patrice Lumumba kojeg su uz sudjelovanje belgijskih snaga i prešutni pristanak SAD-a ubili katanganski separatisti nakon što je primio sovjetsku pomoć, te glavni tajnik Ujedinjenih naroda Dag Hammarskjöld koji je poginuo u zrakoplovnoj nesreći putujući na mirovne pregovore s vlastima Katange. 
Razdoblje nestabilnosti okončao je 1965. vojnim udarom general Joseph-Désiré Mobutu (kasnije poznat pod imenom Mobutu Sésé Seko). U drugoj je polovici šezdesetih uklonio demokratske političke institucije koje su po mišljenju mnogih Kongu donijele više štete nego koristi, i učvrstio svoju osobnu vlast dijeleći privilegije poslušnicima. Ustavom iz 1967. dane su široke ovlasti predsjedniku i zemlja je centralizirana oduzimanjem pokrajinama prava na biranje guvernera. Mobutu je promovirao afrički karakter Konga pa je zemlji 1971. promijenio ime u Zair, a kasnije i uveo tradicionalnu nošnju umjesto zapadnjačkog odijela te naložio napuštanje kršćanskih osobnih imena. Riječ Zair ne potječe ni iz jednog jezika, nego se radi o iskrivljenom portugalskom izgovoru kikongoanske riječi nzadi ili nzere, što znači "rijeka koja guta sve rijeke". Širenje politike zairizacije u područje gospodarstva kroz oduzimanje najvećih tvrtki strancima i njihovu predaju u ruke ljudi bliskih Mobutuu urodilo je katastrofom pa su neke eksproprijacije kasnije poništene. Ipak, Mobutova čvrsta odanost politici SAD-a u regiji omogućila mu je ostanak na vlasti do kraja hladnog rata.
U devedesetima je Mobutu bio prisiljen na ustupke u pogledu demokratizacije. Nakon dva i pol desetljeća dopušteno je višestranačje, ali ubrzo je postalo jasno da predsjednik ne namjerava dijeliti stvarne ovlasti s oporbenim političarima. U drugoj polovici devedesetih sukob Hutua i Tutsija iz susjedne Ruande prelio se u Kongo: vođa pobunjenika s jugoistoka zemlje Laurent Desire Kabila uz jaku podršku Tutsija iz Konga i njihovih ruandskih sunarodnjaka srušio je 1997. Mobutuov režim. Kabila je nakon dolaska na vlast zahladio odnose sa svojim prijašnjim pokroviteljima pa su se sukobi na istoku ponovno razbuktali i prerasli u opći rat s više od 3 milijuna ubijenih i umrlih od gladi i bolesti. Ubijen je pod nejasnim okolnostima 2001., a vlast je preuzeo njegov sin Joseph koji je u prijelaznu vladu uključio predstavnike svih sukobljenih strana.

## Stanovništvo
Većinu stanovništva čine narodi skupine Bantu, među kojima su najveći Luba, Kongo, Mongo i Lunda. Osim Bantua, na sjeveru žive narodi nilsko-saharske skupine, a u središnjem i istočnom Kongu skupine Pigmeja koje se smatra najstarijim stanovnicima ovog područja. Jezici međusobnog sporazumijevanja različitih naroda su francuski i svahili te tri tzv. nacionalna jezika: lingala kojom se govori u glavnom gradu, kongo i tshiluba. Najbrojnija religija je Kršćanstvo kojem pripada više od 80% stanovništva. Katolika je nešto više nego protestanata, a snažna je i domaća kršćanska crkva proroka Simona Kimbangua.

## Gospodarstvo
Kongoansko je gospodarstvo, usprkos velikim prirodnim bogatstvima, u padu od sredine 80-ih. Godine građanskog rata, korupcije, lošeg upravljanja i fluktuacija cijena glavnih izvoznih proizvoda nanijeli su gospodarstvu velike štete od kojih se tek počelo oporavljati. Zajedno s još nekoliko afričkih država koje su nedavno bile pogođene ratovima Kongo spada u grupu najsiromašnijih svjetskih zemalja.
Najveći dio stanovništva bavi se poljoprivredom za vlastite potrebe. Izvoze se rude (bakar, kobalt), nafta, poljoprivredni proizvodi (kava). Procjena BDP-a za 2004. bila je 700 USD po stanovniku, mjereno po PPP-u.
Kasnih 1950-ih godišnja proizvodnja ugljena iznosila je 500 000 t, bakra 250 000 t, zlata 11 000 kg, a dijamanata 13 000 000 karata. Kapitalistički razvoj doveo je do toga da se 90 % kapitala uloženog u Belgijskom Kongu nalazilo u rukama pet velikih monopola, pri čemu je 51% djelatnika bilo zaposleno od strane triju kompanija. Samo je Union Miniere du Haut Catanga zapošljavao 90 000 djelatnika. Ta kompanija je posjedovala 30 000 km2 koncesija, na kojima je vršila istraživanje i iskorištavanje. Belgijski Kongo je svojedobno proizvodio 75% svjetske produkcije kobalta, uranija, kositra i cinka. Godine 1957. 366 društava djelujućih u Belgijskom Kongu ostvarilo je čistu dobit od skoro 13 000 000 000 belgijskih franaka, a samo u posljednjih pet godina prije neovisnosti ova kolonija donijela je Belgiji prihode od 500 000 000 000 franaka.
Prije Drugoga svjetskog rata proizvodnja bakra u Catangi iznosila je 97 500 t godišnje, a 1948. godine 194 000 t. Iz Catange je 1959. izvezeno 284 000 t bakra ili 60% svjetske proizvodnje. Od 8 300 t 1939., proizvodnja kositra se popela 1957. na 35 000 t. Proizvodnja dijamanata za draguljarstvo skočila je s 7 206 na 630 930 karata. Što se tiče proizvodnje industrijskih dijamanata, ona je 1958. godine iznosila 16 000 000 karata ili 60% cjelokupne svjetske proizvodnje. Godine 1917. među 6 000 000 Kongoanaca bilo je jedva 50 000 djelatnika, a 1952. među 12 000 000 žitelja oko 1 100 000 radnika. Tada su 25 % svih djelatnika bili poljoprivrednici na plantažama europskih vlasnika, 14 % industrijalci, 12 % rudari, 9 % građevinari, 6,5 % vozači i 2 % državni službenici. Uoči neovisnosti u državnoj upravi radila su 3 Afrikanca na 4 600 Europljana.
DR Kongo je potkraj kolonijalnoga doba imao 4 900 km željeznica i 14 000 km plovnih voda, a samo 340 km željezničke pruge bilo je elektrificirano. Pri stjecanju neovisnosti u ovoj golemoj zemlji bilo je manje od 500 liječnika, a tada otvoreno jedino sveučilište pohađalo je 28 studenata. Od 26 540 osnovnih škola 80% su bile katoličke misionarske. Katolička crkva imala je 26 biskupa u DR Kongu, od kojih je jedan bio crnac. Ukupno je bilo oko 300 crnih svećenika. I hrvatski franjevci djeluju u Kongu, od čega hercegovački od 1968. godine.